# I Can't Imagine
I Can't Imagine è un singolo del cantautore rock britannico Rod Stewart, terzo estratto dall'album del 2021 The Tears of Hercules. Il testo è stato scritto da Stewart e Kevin Savigar con la collaborazione del chitarrista Emerson Swinford, membro della band di supporto di Stewart.

## Descrizione
Il brano è una sorta di "testamento" romantico dedicato alla terza e ultima moglie di Stewart, l'ex modella inglese Penny Lancaster, ringraziata "per aver salvato il mio cuore" dopo aver invano "cercato l'amore in tutti i posti sbagliati". L'artista sembra voler mettersi definitivamente alle spalle decenni di eccessi da rockstar, così da dedicarsi al suo ultimo grande amore ("Ho cantato le mie canzoni in tutto il mondo | E ho incontrato delle belle ragazze | Un giorno, però, tutto questo finirà | Potrei dire addio a tutti i miei amici | Perché dopo tutto quello che è stato detto e fatto | I miei giorni da giovane per ora sono finiti | C'è solo un posto, un posto a cui appartengo").